# Mesoplophora frogneri
Mesoplophora frogneri är en kvalsterart som beskrevs av Wojciech Niedbała 2004. Mesoplophora frogneri ingår i släktet Mesoplophora och familjen Mesoplophoridae. Inga underarter finns listade i Catalogue of Life.